# 5188 Paine
5188 Paine è un asteroide della fascia principale. Scoperto nel 1990, presenta un'orbita caratterizzata da un semiasse maggiore pari a 2,5804017 UA e da un'eccentricità di 0,1367199, inclinata di 13,52664° rispetto all'eclittica.